# Juda Tadeusz Apostoł

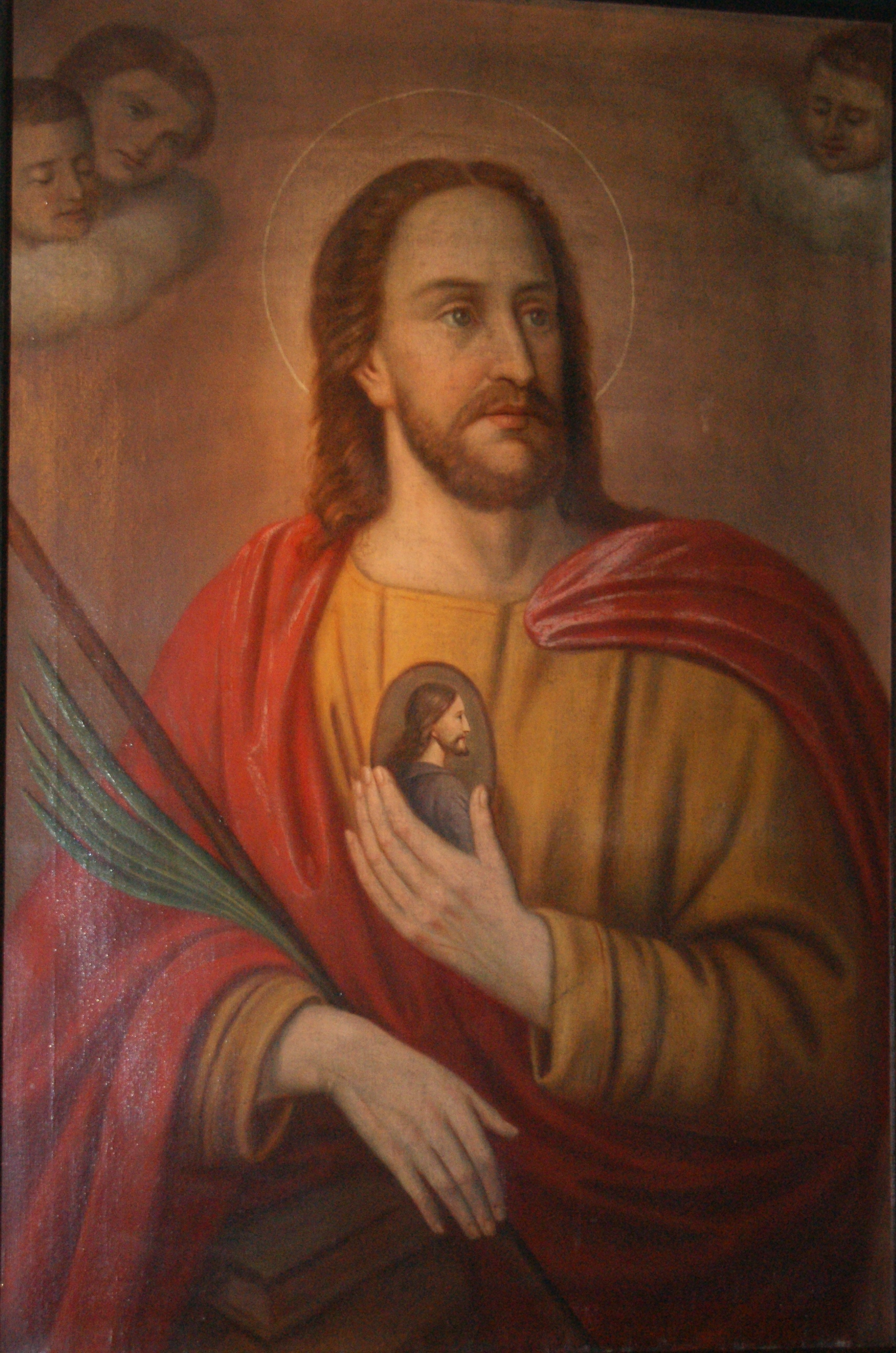
Święty Juda Tadeusz na obrazie w kościele w Heisterbacherrott

Juda Tadeusz Apostoł (Juda od hebr. יהודה, jehudah „chwała Jahwe”; Tadeusz od aram. tadda – pierś; godny czci, odważny), zwany również Juda(sz), brat Jakuba albo Tadeusz (Lebeusz), czasem nazywa się go Judą Jakubowym (zm. ok. 80) – jeden z dwunastu apostołów, według tradycji brat Jakuba, brat Pański i autor Listu Judy (por. Jud 1,1). Zaliczany do grona męczenników, święty Kościoła katolickiego oraz prawosławnego.

## Dzieje

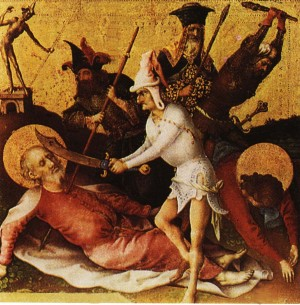
Męczeństwo świętych Szymona i Judy Tadeusza na obrazie Stefana Lochnera

Widnieje na listach Dwunastu Apostołów w Łk 6,16 oraz Dz 1,13 jako Juda Jakubowy. Ewangelia Jana określa go słowami Juda, ale nie Iskariota. Chociaż określenie Jakubowy może znaczyć syn Jakuba, tradycja, przynajmniej zachodnia, utożsamia go z Judą, bratem Jakuba (por. Jud 1,1), który był synem Kleofasa. Juda był jednym z braci Pańskich i autorem nowotestamentalnego Listu Judy. Inne teksty biblijne wskazujące pokrewieństwo z Jezusem, to Mk 6,3; Ga 1,19; Mt 10,3. Przypis do Mt 12,46 w Biblii Tysiąclecia (wydanie trzecie) podaje natomiast, że byli stryjecznymi lub ciotecznymi braćmi Jezusa Chrystusa (z punktu widzenia rzymskokatolickiego Jezus nie miał biologicznych braci).
W apokryfach Juda Tadeusz i Jakub Sprawiedliwy bywają przedstawiani jako synowie Józefa Sprawiedliwego z pierwszego małżeństwa, m.in. w Opowiadaniu o Józefie cieśli.
W czasie Ostatniej Wieczerzy to on skierował pytanie do Mistrza:

Panie, cóż się stało, że nam się masz objawić, a nie światu?

Po Zesłaniu Ducha Świętego według św. Hieronima głosił naukę chrześcijańską w okolicach Edessy, według św. Paulina z Noli na terenie Libii, a według św. Wenancjusza Fortunata w Mezopotamii i Persji, gdzie poniósł męczeńską śmierć wraz ze św. Szymonem. Apokryf Passio Simonis et Iudae opisuje śmierć Judy i Szymona poprzez obicie kijami w Persji w mieście Suanir.
Relikwie Judy znajdują się w bazylice św. Piotra w Rzymie.

## List Judy
Św. Atanazy i św. Augustyn przypisują mu autorstwo Listu Judy zaliczanego do ksiąg Nowego Testamentu. Okazją do jego powstania (ok. 67) było pojawienie się błędnych nauk. Apostoł uważał za swój obowiązek utwierdzić czytelników w prawdziwej wierze i zachęcić do rzetelnego życia w społeczności i wierze Kościoła.

## Patronat

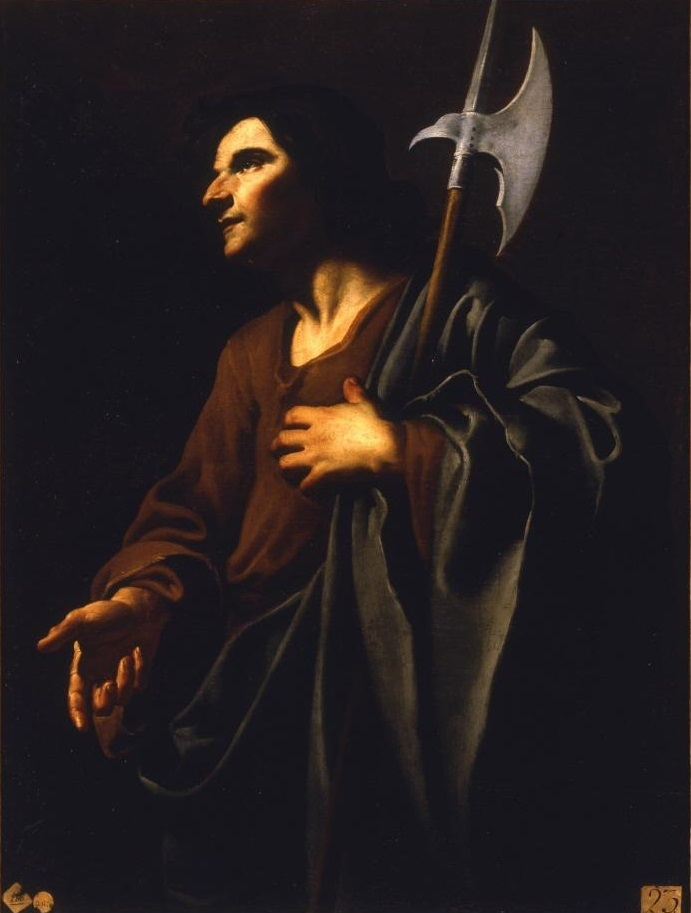
Święty Juda Tadeusz jest patronem spraw trudnych i beznadziejnych

Juda Apostoł jest patronem Armenii, diecezji siedleckiej oraz spraw trudnych i beznadziejnych.

## Dzień obchodów

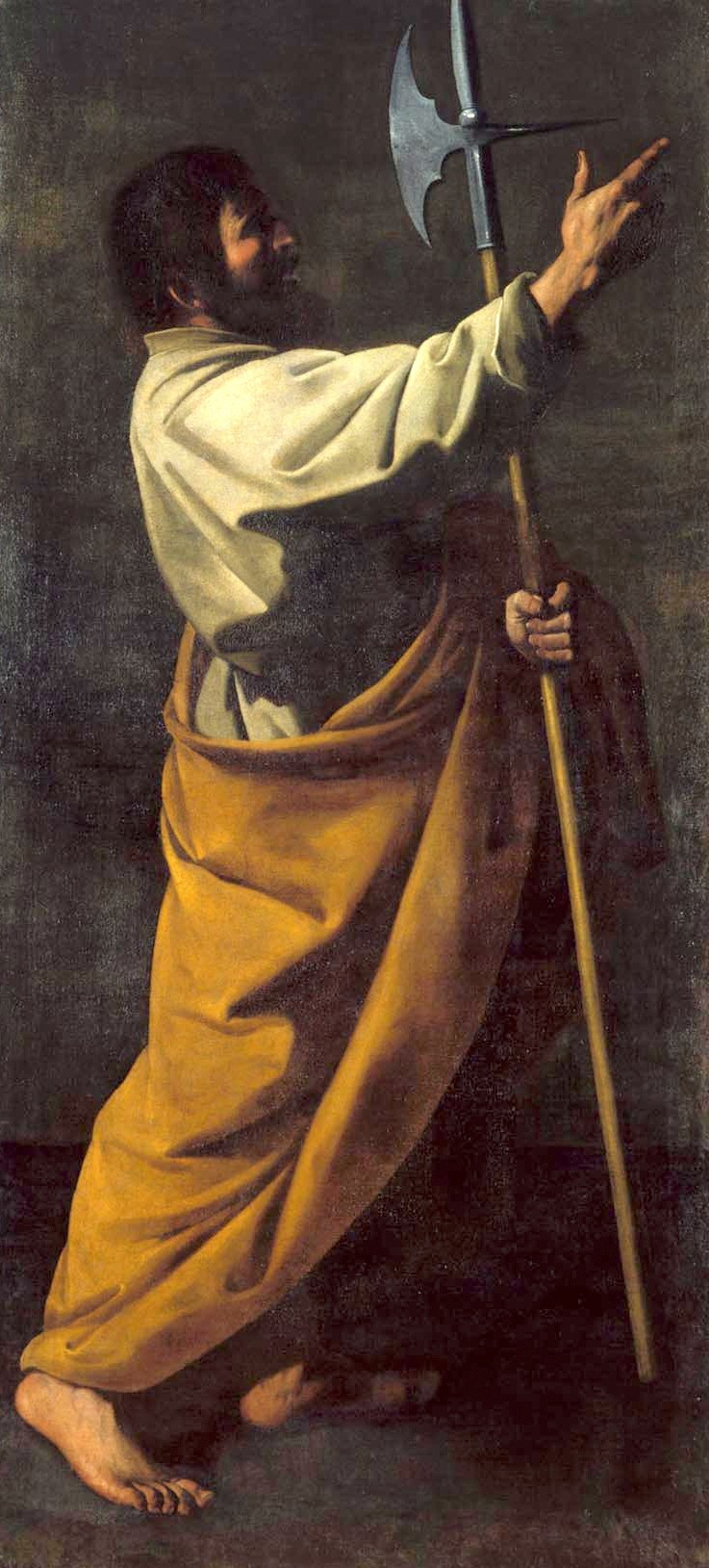
Juda Tadeusz na obrazie Francisca de Zurbarána

W kościołach katolickim, ewangelickim i anglikańskim jego święto liturgiczne obchodzone jest 28 października, razem ze św. Szymonem.
Kościoły Wschodu, z uwagi na liturgię według kalendarza juliańskiego, wspominają apostoła Judę, w zależności od Kościoła:
- Cerkiew prawosławna:
  - 19 czerwca/2 lipca[9], tj. 2 lipca według kalendarza gregoriańskiego,
  - 30 czerwca/13 lipca, tj. 13 lipca (Sobór dwunastu apostołów)[1],
  - 21 sierpnia/3 września[10],
  - 4/17 stycznia[10].
- Kościół ormiański:
  - 9/22 kwietnia i 22 grudnia/4 stycznia, tj. 22 kwietnia i 4 stycznia (dzień śmierci),
  - uroczystość liturgiczna w sobotę po 1. Niedzieli Adwentu i w sobotę po Przemienieniu Pańskim[10].

Koptyjski Kościół Ortodoksyjny, który posiada własny kalendarz podzielony na 13 miesięcy, wspomina Apostoła odpowiednio 26 czerwca i 23 lipca (przeniesienie relikwii z Syrii do Konstantynopola przez cesarza Konstantyna).

## Ikonografia

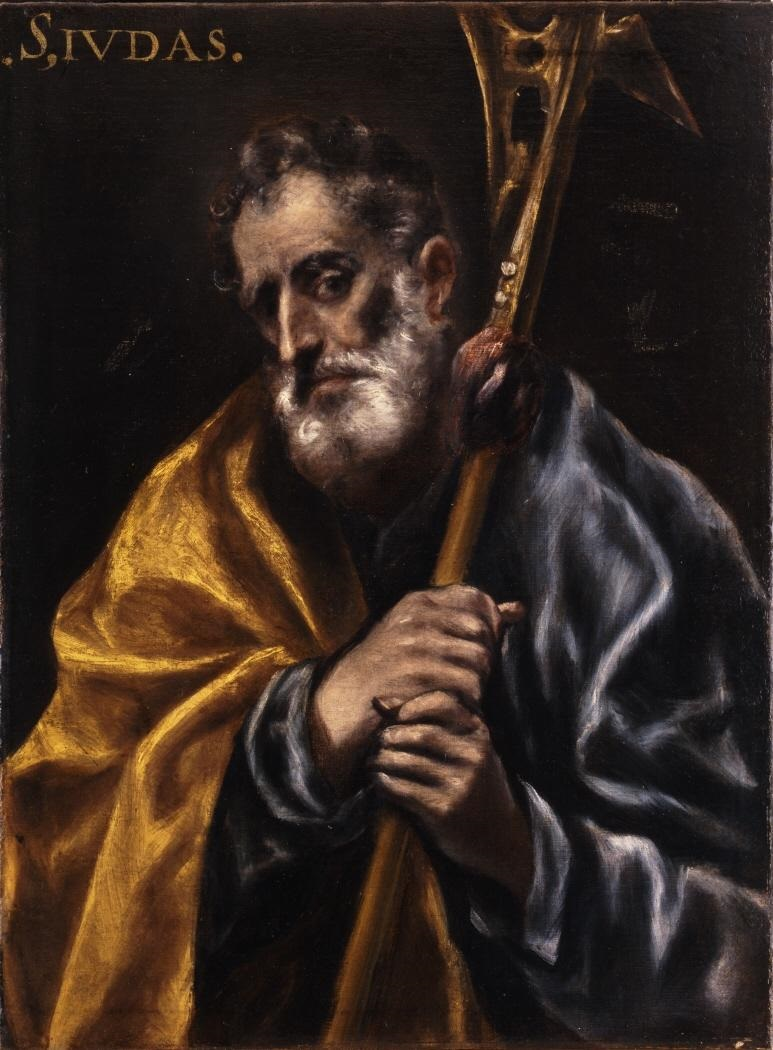
Juda Tadeusz na obrazie El Greca

W ikonografii zachodniej przedstawiany jest z pałką lub włócznią w ręku, na pamiątkę swojej śmierci (został zabity pałkami lub włócznią) w czerwonej szacie lub w brązowo-czarnym płaszczu z obrazem przedstawiającym Jezusa (mandylionem).
Atrybutami świętego są: kamienie, krzyż, księga, laska, łódź rybacka, maczuga, miecz, pałki, i topór.
W sztuce wschodniej, na ikonach, apostoł ubrany jest w długie, czerwone szaty. Ma długie ciemne włosy i niedługą, przyprószoną siwizną brodę. W dłoni (lub obu) trzyma zwinięty lub rozwinięty zwój.

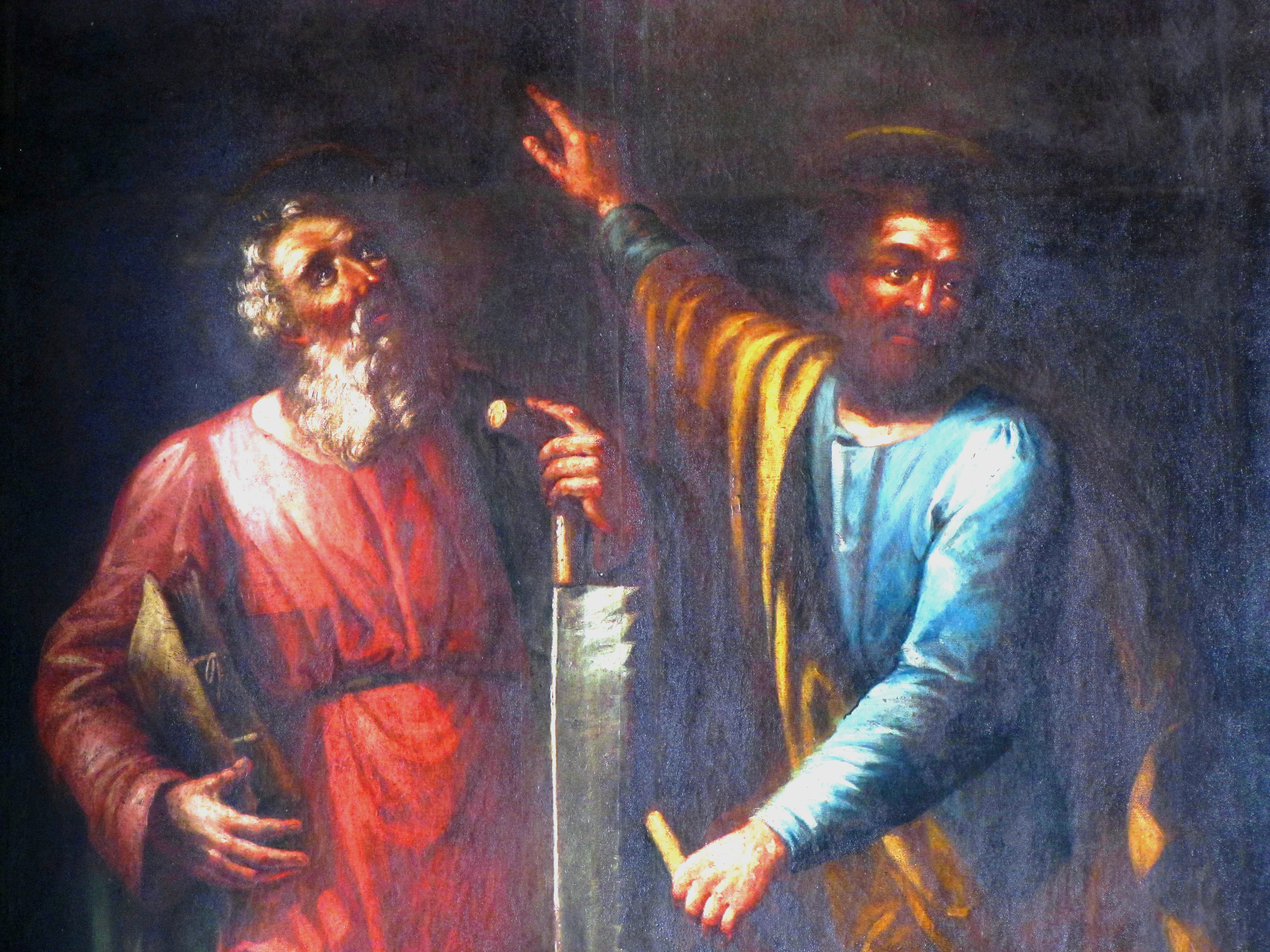
Juda Tadeusz jest często przedstawiany w towarzystwie św. Szymona